# Cratere Juok
Juok è un cratere sulla superficie di Rea.